# Commissione della politica di sicurezza del Consiglio degli Stati
La  Commissione della politica di sicurezza del Consiglio degli Stati CPS-S (in tedesco Sicherheitspolitische Kommission des Ständerates SiK-S, in francese Commission de la politique de sécurité du Conseil des Etats CPS-S, in romancio Cumissiun per la politica da segirezza dal Cussegl dals chantuns CPS-S) è una commissione tematica del Consiglio degli Stati della Confederazione elvetica. È composta da 13 membri, di cui un presidente e un vicepresidente. È stata istituita il 25 novembre 1991.

## Funzione
La commissione si occupa dei seguenti temi:
- Esercito (incluse costruzioni militari)
- Sicurezza interna (inclusa sicurezza alle frontiere) e Rete integrata per la sicurezza
- Lotta contro il terrorismo, coordinamento e prestazioni di servizio della polizia
- Protezione della polizia
- Servizio civile
- Politica di sicurezza e politica della pace
- Promozione militare e civile della pace nell’ambito della politica di sicurezza
- Politica d’armamento, imprese d’armamento
- Armi
- Disarmo e della non proliferazione
- Esportazioni di materiale d'armamento e beni a duplice impiego
- Approvvigionamento economico del paese
- Formazione strategica alla condotta, gestione delle crisi da parte della Confederazione
- Cibersicurezza e ciberdifesa
- Rapporto sulle attività della Delegazione AP NATO